# Exorista dydas
Exorista dydas är en tvåvingeart som först beskrevs av Walker 1849.  Exorista dydas ingår i släktet Exorista och familjen parasitflugor. Inga underarter finns listade i Catalogue of Life.